# Sông Vị Hoàng
Vị Hoàng (sông Hoàng) là tên một con sông đào chảy qua đất Vị Hoàng tỉnh Nam Định. Con sông này ngày nay không còn nữa.
Theo sử cũ, sông Vị Hoàng được đào vào đời Trần, nối sông Đáy với sông Vĩnh Tế (Vĩnh Giang) chảy quanh co quanh phủ Thiên Trường xưa.
Năm 1832, do sông Vị Hoàng chảy xiết, làm bờ sông ngày càng xói lở và khu phố buôn bán phía Đông Bắc thành Vị Hoàng có nguy cơ bị mất. Theo nguyện vọng của địa phương, vua Minh Mạng cho đào một con sông mới, được gọi là sông Đào, để chia sẻ dòng nước từ kênh Phù Long đến bến đò Lương Xá, tách làng Vị Hoàng thành hai làng: Vị Hoàng và Vị Khê. Từ đây, nước sông Hồng không còn đổ nhiều vào sông Vị Hoàng, sông chảy chậm và bị phù sa lắng đọng, bồi lấp dần.
Khoảng cuối thế kỷ 19 đầu thế kỷ 20, sông Vị Hoàng đã bị lấp dần nên còn được gọi là sông Lấp. Ngày nay, hầu như không còn vết tích của sông Vị Hoàng.
Sông Vị Hoàng đã được nhắc đến trong hai bài thơ của Trần Tế Xương: Thương vợ và Sông Lấp.
Sách Việt sử thông giám cương mục viết rằng: "Việc đào sông Vị Hoàng đã chặn mất long mạch nên nhà Trần mất ngôi".